# Klaviertrio op. 1,3 (Beethoven)
Das Klaviertrio op. 1,3 c-Moll ist das dritte von drei Klaviertrios, die Ludwig van Beethoven im Jahre 1795 unter der Opus-Nummer 1 publizierte. Die anderen beiden sind das Klaviertrio op. 1,1 in Es-Dur und das Klaviertrio op. 1,2 in G-Dur.

## Entstehung
Vor der Komposition der Klaviertrios op. 1 hatte sich Beethoven über die Komposition von Klavierquartetten – mit Wolfgang Amadeus Mozart als Vorbild – der Gattung des Klaviertrios genähert. Die Klaviertrios op. 1 entstanden zum Großteil in den Jahren 1793 und 1794. Sie sind Beethovens Gönner und Förderer Karl Lichnowsky gewidmet, der erste private Aufführungen der Trios ermöglichte und 1795 den von Artaria veröffentlichten Erstdruck finanzierte. Im Rahmen der Veröffentlichung erhielten die Klaviertrios die Opus-Nummer 1, wodurch Beethoven möglicherweise betonen wollte, dass er die Klaviertrios als seine ersten vollwertigen Kompositionen ansah. Laut Musikwissenschaftler Konrad Küster könnte diese Nummerierung auch auf Fürst Lichnowsky zurückgehen.

## Zur Musik
Das c-Moll-Trio gilt als das gewichtigste in der Werkgruppe des Opus 1.
Dies liegt einerseits an den in Richtung sinfonischer Maßstäbe hin gesteigerten Dimensionen der emotionalen Wirkung des Trios, was dadurch deutlich wird, dass das Gewicht, das bis dahin ausschließlich dem Kopfsatz vorbehalten war, nun auf den Kopf- und den Finalsatz verteilt ist, indem das Finale nicht in der sonst üblichen Rondo-, sondern, wie der Kopfsatz, in der Sonatensatzform steht.
Ferner bemerkte Alexander Ringer „die thematische Vereinheitlichung aller vier Sätze, die im c-Moll-Trio so gut wie nichts unberührt lässt“. Dementsprechend stehen alle Motive in Beziehung zueinander, was sich bis in die Nebenstimmen und Überleitungen hinein bemerkbar macht.
So äußerte Beethovens damaliger Wiener Lehrer Joseph Haydn speziell in Bezug auf das c-Moll-Trio Bedenken, denn „er habe“, wie Franz Gerhard Wegeler und Ferdinand Ries in ihrer Beethoven-Biographie berichteten, „nicht geglaubt, daß dieses Trio so schnell und leicht verstanden und vom Publikum so günstig aufgenommen werden würde“.

### Erster Satz: Allegro con brio
Die ersten 18 Takte des Satzes stellen zwei verschieden harmonisch, metrisch und formal disponierte Themen vor, die beide im Verlauf des Satzes in der für Hauptthemen typischen Ausführlichkeit verarbeitet werden. Deren erstes entwickelt sich ausgehend von einem Eingangsmotiv, bestehend aus den Tönen c-es-c, das im piano unisono in allen Instrumenten erklingt. Es folgt ein gebrochener Sextakkord, zunächst auf der Dominante, dann einen Halbton höher. Durch zwei Fermaten erreicht Beethoven eine metrische Unbestimmtheit, so dass zunächst unklar ist, ob eine Einleitung oder ein Hauptthema erklingt. Das zweite Thema hingegen ist periodisch und symmetrisch geschlossen gebaut. Der Verlauf des Satzes zeigt zahlreiche Erweiterungen gegenüber dem standardisierten Formschema der Sonatensatzform: So wird der Hauptsatz der Exposition zweimal (mit jeweils anderen harmonischen Strukturen und melodischen Veränderungen) vorgetragen und in der Reprise erklingt zuerst nur das erste Hauptthema, doch statt des zweiten Themas erfolgen Entwicklungen im Sinne einer Durchführung, die auch auf eine musikalische Arbeit im Sinne einer Scheinreprise hindeuten könnten.

### Zweiter Satz: Andante cantabile con variazioni
Der zweite Satz steht in Es-Dur und enthält fünf Variationen. Um den kantablen Rahmen des Andante zu wahren, hat die letzte dieser Variationen nicht den sonst üblichen virtuosen, sondern einen eher verhaltenen Charakter.
Nach Meinung der Musikwissenschaftlerin Helga Lühning erhält der Satz seine Kantabilität durch Elemente aus der Vokalmusik, die bei der Vertonung von Ottonari zur Anwendung kommen. Innerhalb des Hauptthemas äußert sich dies durch dessen charakteristische Tonart und Phrasierung. Zudem verweist Lühning auf den labilen Wechsel zwischen Volltaktigkeit und Auftaktigkeit.

### Dritter Satz: Menuetto, quasi allegro
Der in c-moll stehende dritte Satz enthält einen Trio-Mittelteil in C-Dur.

### Vierter Satz: Finale: Prestissimo
Die Verbindung mit dem Kopfsatz und damit das bis dahin unübliche Gegengewicht des Finales äußert sich in dessen ähnlicher Anlage, im c-es-c-Motiv des Hauptthemas sowie im zweiten Hauptthemenabschnitt, der eine Verwandtschaft mit dem entsprechenden Abschnitt des Kopfsatzes zeigt. Das zu Beginn der Durchführung einsetzende Seitenthema bildet mit seiner Melodik einen Kontrast zum vorherigen, bewegten Hauptthema. Wie im Kopfsatz ist auch im Finale die Reprise verkürzt; im Fall des Finales entfällt die erste Taktgruppe. Das zu Beginn der Coda einsetzende h-moll geht über in C-Dur, was von Musikwissenschaftler Paul Bekker als „Friedensharmonien“ und als „das Emporschweben der befreiten Seele“ bezeichnet wurde.

## Wirkung
Joseph Haydns Bedenken, die Trios könnten das Wiener Publikum überfordern, stellten sich als unbegründet heraus. Mit den Verkaufszahlen der Trios verdiente Beethoven einen Betrag von über 700 Gulden.
Die Allgemeine musikalische Zeitung sah in den Trios sowohl „die fröhliche Jugend des Meisters“ als auch dessen „spätere[n], tiefe[n] Ernst und die zarte Innigkeit“ und bemerkte zwar „die Vorbilder der Mozart’schen Klavier-Quartette“, fand gleichwohl aber auch „B.s Eigenthümlichkeit und Selbstständigkeit unverkennbar“.
Beethoven selbst schätzte unter den drei Klaviertrios des Opus 1 das c-moll-Trio am höchsten ein – weswegen seine Reaktion auf Haydns Kritik auch sehr verhalten ausfiel – und arbeitete es später zum Streichquintett op. 104 um, auf dessen überlieferter Abschrift er über seine Motivation für die Bearbeitung notierte: „Bearbeitetes terzett zu einem 3 stimmigen quintett vom Hr: Gutwillen u. Aus dem schein von 5 stimmen zu wirklichen 5 Stimmen an Tags licht gebracht, wie auch aus größter Miserabilität zu einigem Ansehn erhoben von Hr: Wohlwollen 1817 am 14ten August. Nb: die ursprüngliche 3 stimmige quintett partitur ist den Untergöttern als ein feierliches Brandopfer dargebracht worden.“